# Gretchen Bleiler
Gretchen Bleiler (n. 10 aprilie 1981, Toledo, Ohio, SUA) este o sportivă ce a reprezentat Statele Unite ale Americii, medaliată olimpică. A participat la două ediții ale Jocurilor Olimpice (2006, 2010) în care a câștigat o medalie de argint.